# 2025 w lotach kosmicznych
Chronologiczna lista startów rakiet nośnych w 2025 roku, których celem było wprowadzenie ładunku na orbitę okołoziemską, w kierunku Księżyca lub na orbitę heliocentryczną.
Kolorem szarym zaznaczone są starty nieudane i częściowe niepowodzenia z powodu awarii rakiety nośnej.
Wszystkie daty podane są według czasu uniwersalnego (UTC).
Flagą oznaczono państwo właściciela rakiety nośnej. Dla rakiet europejskiej spółki Arianespace użyto oznaczenia , a dla rakiet Rocket Lab startujących z Nowej Zelandii użyto oznaczenia  .
Jako miejsce startu podano nazwę kosmodromu i kompleksu startowego (LC – ang. launch complex)
| Data startu      | Rakieta           | Miejsce startu                  | Ładunek                                | Uwagi                                                                                           |
| ---------------- | ----------------- | ------------------------------- | -------------------------------------- | ----------------------------------------------------------------------------------------------- |
| 4 stycznia 2025  | Falcon 9 Block 5  | Cape Canaveral (SLC-40)         | Thuraya 4-NGS                          | Satelita telekomunikacyjny na orbicie geostacjonarnej.                                          |
| 6 stycznia 2025  | Chang Zheng 3B/G2 | Xichang (LC-2)                  | Shi Jian 25                            | Satelita serwisujący na orbicie geostacjonarnej.                                                |
| 6 stycznia 2025  | Falcon 9 Block 5  | Cape Canaveral (SLC-40)         | Starlink v2-Mini 6-71                  | 24 satelity telekomunikacyjne Starlink.                                                         |
| 8 stycznia 2025  | Falcon 9 Block 5  | KSC (LC-39A)                    | Starlink v2-Mini 12-11                 | 21 satelitów telekomunikacyjnych Starlink.                                                      |
| 10 stycznia 2025 | Falcon 9 Block 5  | Vandenberg (SLC-4E)             | USA 463, ..., USA 484                  | Misja NROL-153 (Starshield Group 1-7) – 22 satelity Starshield.                                 |
| 10 stycznia 2025 | Falcon 9 Block 5  | Cape Canaveral (SLC-40)         | Starlink v2-Mini 12-12                 | 21 satelitów telekomunikacyjnych Starlink.                                                      |
| 13 stycznia 2025 | Jielong-3         | Morze Południowochińskie (DFHT) | Weili Kongjian 01 S7, ..., S16         | Start z barki morskiej. 10 satelitów nawigacyjnych.                                             |
| 13 stycznia 2025 | Falcon 9 Block 5  | Cape Canaveral (SLC-40)         | Starlink v2-Mini 12-4                  | 21 satelitów telekomunikacyjnych Starlink.                                                      |
| 14 stycznia 2025 | Falcon 9 Block 5  | Vandenberg (SLC-4E)             | Misja Transporter-12                   | 131 ładunków.                                                                                   |
| 15 stycznia 2025 | Falcon 9 Block 5  | KSC (LC-39A)                    | Blue Ghost M1, Hakuto-R Mission 2      | Dwa lądowniki księżycowe.                                                                       |
| 16 stycznia 2025 | New Glenn         | Cape Canaveral (SLC-36)         | Blue Ring Pathfinder                   | Pierwszy start nowego typu rakiety nośnej. Nieudana próba lądowania pierwszego stopnia.         |
| 16 stycznia 2025 | Starship B14/S33  | Starbase (OLP1)                 | Starship Flight 7                      | Stopień pierwszy (B14) powrócił na wyrzutnię, stopień drugi (S33) eksplodował w 8 minucie lotu. |
| 17 stycznia 2025 | Chang Zheng 2D    | Jiuquan?                        | PAK EO-1, Tianlu-1, Lantan-1           | Trzy satelity teledetekcyjne.                                                                   |
| 20 stycznia 2025 | Gushenxing-1      | Jiuquan (LC-43/95B)             | Yunyao-1 37, ..., 40, Jitianxing A-05  | Cztery satelity meteorologiczne i satelita teledetekcyjny.                                      |
| 21 stycznia 2025 | Falcon 9 Block 5  | KSC (LC-39A)                    | Starlink v2-Mini 13-1                  | 21 satelitów telekomunikacyjnych Starlink.                                                      |
| 21 stycznia 2025 | Falcon 9 Block 5  | Vandenberg (SLC-4E)             | Starlink v2-Mini 11-8                  | 27 satelitów telekomunikacyjnych Starlink.                                                      |
| 23 stycznia 2025 | Chang Zheng 6A    | Taiyuan (LC-9A)                 | Qianfan Jigui 06-1, ..., 06-18         | 18 satelitów telekomunikacyjnych.                                                               |
| 23 stycznia 2025 | Chang Zheng 3B/G2 | Xichang                         | TJS 14                                 | Tajny satelita (zwiadu elektronicznego?) na orbicie geostacjonarnej.                            |
| 24 stycznia 2025 | Falcon 9 Block 5  | Vandenberg (SLC-4E)             | Starlink v2-Mini 11-6                  | 23 satelity telekomunikacyjne Starlink.                                                         |
| 27 stycznia 2025 | Falcon 9 Block 5  | Cape Canaveral (SLC-40)         | Starlink v2-Mini 12-7                  | 21 satelitów telekomunikacyjnych Starlink.                                                      |
| 29 stycznia 2025 | GSLV Mk.2         | Satish Dhawan (SLP)             | NVS-02                                 | Satelita nawigacyjny na orbicie transferowej do geostacjonarnej (awaria satelity po starcie).   |
| 30 stycznia 2025 | Falcon 9 Block 5  | KSC (LC-39A)                    | Spainsat NG-1                          | Wojskowy satelita telekomunikacyjny na orbicie geostacjonarnej.                                 |
| 1 lutego 2025    | Falcon 9 Block 5  | Vandenberg (SLC-4E)             | Starlink v2-Mini 11-4                  | 22 satelity telekomunikacyjne Starlink.                                                         |
| 2 lutego 2025    | H-3 22S           | Tanegashima (YLP-2)             | Michibiki 6 (QZS 6)                    | Satelita nawigacyjny na orbicie geostacjonarnej.                                                |
| 4 lutego 2025    | Falcon 9 Block 5  | Cape Canaveral (SLC-40)         | Starlink v2-Mini 12-3                  | 21 satelitów telekomunikacyjnych Starlink.                                                      |
| 4 lutego 2025    | Falcon 9 Block 5  | KSC (LC-39A)                    | WorldView Legion 5, WorldView Legion 6 | Dwa satelity teledetekcyjne.                                                                    |
| 5 lutego 2025    | Sojuz 2.1w/Wołga  | Plesieck (LC-43/4)              | Kosmos 2581, 2582, 2583                | Trzy tajne satelity wojskowe.                                                                   |
| 8 lutego 2025    | Falcon 9 Block 5  | Cape Canaveral (SLC-40)         | Starlink v2-Mini 12-9                  | 21 satelitów telekomunikacyjnych Starlink.                                                      |
| 8 lutego 2025    | Electron          | Mahia (LC-1A)                   | Kinéis 16, ..., 20                     | Pięć satelitów telekomunikacyjnych.                                                             |
| 11 lutego 2025   | Falcon 9 Block 5  | Vandenberg (SLC-4E)             | Starlink v2-Mini 11-10                 | 23 satelity telekomunikacyjne Starlink.                                                         |
| 11 lutego 2025   | Chang Zheng 8A    | Wenchang (LC-201)               | HWD 2-01, ..., 2-09                    | Pierwszy start nowego typu rakiety nośnej. Dziewięć satelitów telekomunikacyjnych.              |
| 11 lutego 2025   | Falcon 9 Block 5  | Cape Canaveral (SLC-40)         | Starlink v2-Mini 12-18                 | 21 satelitów telekomunikacyjnych Starlink.                                                      |